# Frank B. Brandegee
Frank Bosworth Brandegee, född 8 juli 1864 i New London, Connecticut, död 14 oktober 1924 i Washington, D.C., var en amerikansk republikansk politiker. Han representerade delstaten Connecticut i båda kamrarna av USA:s kongress, först i representanthuset 1902–1905 och sedan i senaten från 1905 fram till sin död. Han var ordförande i senatens justitieutskott från 1923 fram till sin död genom självmord följande år.
Brandegee föddes som son till Augustus Brandegee som var republikansk ledamot av USA:s representanthus 1863–1867. Frank B. Brandegee utexaminerades 1885 från Yale College. Han studerade sedan juridik och inledde 1888 sin karriär som advokat i New London.
Kongressledamot Charles A. Russell avled 1902 i ämbetet och efterträddes av Brandegee. Senator Orville H. Platt avled sedan 1905 i ämbetet och efterträddes av Brandegee. Han var tillförordnad talman i senaten, president pro tempore of the United States Senate, från 25 till 26 mars 1912. Brandegee var en konservativ republikan som motsatte sig kvinnlig rösträtt. Han ville inte heller ha lagar emot barnarbete. Han var motståndare till Versaillesfördraget och till förbudslagstiftningen.
Brandegee begick självmord år 1924 och efterträddes som senator av Hiram Bingham. Brandegee gravsattes på Cedar Grove Cemetery i New London.